# Fördjupade studier i katastrof-fysik
Fördjupade studier i katastrof-fysik (engelsk originaltitel: Special Topics in Calamity Physics) är en roman av den amerikanske författaren Marisha Pessl. Boken är författarens debutroman. Boken publicerades på engelska i augusti 2006 av Viking Press, en undergrupp till Penguin Group.  Boken fick mycket positiv kritik, och namngavs titeln "The 10 Best Books of 2006" av New York Times. En del negativ kritik, däribland från The Guardian, anklagade texten för att vara överstiliserad. En filmversion håller på att arbetas fram av samma filmteam som bakom filmen Half Nelson.

## Handling
Boken berättas av Blue van Meer, en briljant ung student som reser landet runt med sin far, en käck professor i statsvetenskap. Större delen av bokens affärer framkommer under van Meers andra år i high school, då hon lockar intresset från skolans filmlärare, Hannah Schneider, till sig, och intas i en klick studenter närstående Schneider kända som Bluebloods. Som förutspått i de första styckena, dör Hannah Schneider, tydligen efter ett självmord. Blue är kvarlämnad att ta reda på varför.